# Список риб Швеції
Цей список є списком видів риб, спостережених в річках, озерах та морській акваторії Швеції. Рідними та поширеними у фауні Швеції є близько 140 видів риб, ще 90 видів — завезені, інвазивні, випадкові, вимерли або непідтвержені.
Теги, що використовуються для виділення охоронного статусу кожного виду за оцінками МСОП:
| EX | Extinct               | Зниклий                          |
| CR | Critically Endangered | Перебуває під критичною загрозою |
| EN | Endangered            | Перебуває під загрозою           |
| VU | Vulnerable            | Уразливий                        |
| NT | Near Threatened       | Близький до загрозливого стану   |
| LC | Least Concern         | У найменшій загрозі              |
| DD | Data Deficient        | Відомості недостатні             |
| NE | Not Evaluated         | Види з недослідженим статусом    |

### Ряд Авлопоподібні (Aulopiformes)
Морські хижі глибоководні риби. Населяють переважно глибини Атлантичного океану. Відомо близько 230 видів, з них біля узбережжяя Швеції трапляються 2 види, що зрідка заносяться випадковими течіями.

#### Родина Паралепісові (Paralepididae)
| Українська назва                     | Шведська назва  | Латинська назва      | Автор таксона     | Статус МСОП | Поширення у Швеції                                            | Зображення |
| Ряд: Авлопоподібні (Aulopiformes)    |                 |                      |                   |             |                                                               |            |
| Родина: Паралепісові (Paralepididae) |                 |                      |                   |             |                                                               |            |
| Барракудіна плямиста                 | Mindre laxtobis | Arctozenus risso     | (Bonaparte, 1840) | NE          | Зрідка випадково запливає з Атлантики                         |            |
|                                      | Laxtobis        | Magnisudis atlantica | (Bonaparte, 1840) | NE          | Зрідка випадково запливає з Атлантики. Спостерігався 9 разів. |            |

### Ряд Осетроподібні (Acipenseriformes)
Важлива промислова риба. Більшість осетроподібних — прохідні, вони проживають у морях, а розмножуються у річках. Відомо 25 видів осетроподібних, з них у Швеції поширені 5 видів.

#### Родина Осетрові (Acipenseridae)
| Українська назва                      | Шведська назва | Латинська назва           | Автор таксона              | Статус МСОП | Поширення у Швеції | Зображення |
| Ряд: Осетроподібні (Acipenseriformes) |                |                           |                            |             | |            |
| Родина: Осетрові (Acipenseridae)      |                |                           |                            |             | |            |
| Осетер сибірський                     | Sibirisk stör  | Acipenser baerii          | (Brandt, 1869)             | EN          | Зрідка спостерігається у Ботнічній затоці                                                                                               |            |
| Осетер руський                        | Rysk stör      | Acipenser gueldenstaedtii | (Brandt & Ratzeburg, 1833) | CR          | Зрідка спостерігається у Балтійському морі                                                                                              |            |
| Стерлядь                              | Sterlett       | Acipenser ruthenus        | (Brandt & Ratzeburg, 1833) | VU          | Зрідка спостерігається у Ботнічній затоці                                                                                               |            |
| Осетер атлантичний                    | Stör           | Acipenser oxyrinchus      | Mitchell, 1815             | NT          | У річках Швеції вид вимер на початку 20 століття. Інколи до узбережжя Швеції підпливають риби, що походять з річок Німеччини та Польщі. |            |
| Білуга                                | Hus            | Huso huso                 | (Linnaeus, 1758)           | CR          | Спостерігпвся єдиний раз у 1982 році у бухті Бровікен                                                                                   |            |

### Ряд Вугроподібні (Anguilliformes)
Відомо понад 400 видів. У Швеції зареєстровано спостереження 3 видів.

#### Родина Вугрові (Anguillidae)
| Українська назва                   | Шведська назва | Латинська назва   | Автор таксона    | Статус МСОП | Поширення у Швеції                                                | Зображення |
| Ряд: Вугроподібні (Anguilliformes) |                |                   |                  |             |                                                                   |            |
| Родина: Вугрові (Anguillidae)      |                |                   |                  |             |                                                                   |            |
| Вугор європейський                 | Europeisk ål   | Anguilla anguilla | (Linnaeus, 1758) | CR          | Спорадично по всій країні, але популяція зменшується через вилов. |            |

#### Родина Конгерові (Congridae)
| Українська назва                   | Шведська назва | Латинська назва | Автор таксона    | Статус МСОП | Поширення у Швеції          | Зображення |
| Ряд: Вугроподібні (Anguilliformes) |                |                 |                  |             |                             |            |
| Родина: Конгерові (Congridae)      |                |                 |                  |             |                             |            |
| Морський вугор звичайний           | Havsål         | Conger conger   | (Linnaeus, 1758) | NE          | Інколи запливає з Атлантики |            |

#### Родина Ниткохвості вугрі (Nemichthyidae)
| Українська назва                          | Шведська назва | Латинська назва        | Автор таксона       | Статус МСОП | Поширення у Швеції              | Зображення |
| Ряд: Вугроподібні (Anguilliformes)        |                |                        |                     |             |                                 |            |
| Родина: Ниткохвості вугрі (Nemichthyidae) |                |                        |                     |             |                                 |            |
|                                           | Trådål         | Nemichthys scolopaceus | J. Richardson, 1848 | LC          | Спорадично запливає з Атлантики |            |

### Ряд Кархариноподібні (Carcharhiniformes)
Найбільший ряд акул. Представники ряду характеризуються наявністю третьої повіки, двох спинних плавців, анального плавця та п'яти зябрових щілин. З 270 видів кархариноподібних у Швеції відомо 7 видів.

#### Родина Куницеві акули (Triakidae)
| Українська назва                          | Шведська назва | Латинська назва    | Автор таксона    | Статус МСОП | Поширення у Швеції              | Зображення |
| Ряд: Кархариноподібні (Carcharhiniformes) |                |                    |                  |             |                                 |            |
| Родина: Куницеві акули (Triakidae)        |                |                    |                  |             |                                 |            |
| Супова акула звичайна                     | Gråhaj         | Galeorhinus galeus | (Linnaeus, 1758) | VU          | Спорадично запливає з Атлантики |            |
| Гладенька акула зірчаста                  | Glatthaj       | Mustelus asterias  | Cloquet, 1821    | LC          | Спорадично запливає з Атлантики |            |

#### Родина Сірі акули (Carcharhinidae)
| Українська назва                          | Шведська назва | Латинська назва         | Автор таксона    | Статус МСОП | Поширення у Швеції                | Зображення |
| Ряд: Кархариноподібні (Carcharhiniformes) |                |                         |                  |             |                                   |            |
| Родина: Сірі акули (Carcharhinidae)       |                |                         |                  |             |                                   |            |
| Акула довгокрила                          | Årfenhaj       | Carcharhinus longimanus | (Linnaeus, 1758) | VU          | У 2004 році виявлений у Богуслені |            |
| Акула блакитна                            | Blåhaj         | Prionace glauca         | (Linnaeus, 1758) | NT          | Спорадично запливає з Атлантики   |            |

#### Родина Котячі акули (Scyliorhinidae)
| Українська назва                          | Шведська назва     | Латинська назва        | Автор таксона    | Статус МСОП | Поширення у Швеції                          | Зображення |
| Ряд: Кархариноподібні (Carcharhiniformes) |                    |                        |                  |             |                                             |            |
| Родина: Котячі акули (Scyliorhinidae)     |                    |                        |                  |             |                                             |            |
| Пилкохвоста котяча акула чорнорота        | Hågäl              | Galeus melastomus      | Rafinesque, 1810 | LC          | Спорадично заходить у Каттегат та Скагерак. |            |
| Котяча акула дрібноплямиста               | Småfläckig rödhaj  | Scyliorhinus canicula  | Linnaeus, 1758   | LC          | Досить поширена вздовж узбережжя            |            |
| Котяча акула зірчаста                     | Storfläckig rödhaj | Scyliorhinus stellaris | Linnaeus, 1758   | NT          | Спорадично заходить у Каттегат та Скагерак. |            |

### Ряд Беріксоподібні (Beryciformes)
Морські риби, зустрічаються переважно в тропічних та субтропічних морях. Більшість видів ведуть глибоководний або напівглибоководний спосіб життя, уникаючи сонячного світла. З 160 видів у Швеції трапляється 1 вид.

#### Родина Беріксові (Berycidae)
| Українська назва                        | Шведська назва | Латинська назва    | Автор таксона     | Статус МСОП | Поширення у Швеції              | Зображення |
| Ряд: Беріксоподібні (Carcharhiniformes) |                |                    |                   |             |                                 |            |
| Родина: Беріксові (Berycidae)           |                |                    |                   |             |                                 |            |
|                                         | Nordisk beryx  | Beryx decadactylus | (G. Cuvier, 1829) | LC          | Спорадично запливає з Атлантики |            |

### Ряд Сарганоподібні (Beloniformes)
Пелагічні риби, зустрічаються як у відкритому океані, так і у прибережних водах, деякі види — у прісних водоймах. Багато видів рятуючись від хижаків здатні вистрибувати з води та пролітати значні відстані завдяки великим грудним плавцям, які використовуються як крила. З 265 видів у Швеції трапляються 2 види.

#### Родина Сарганові (Belonidae)
| Українська назва                   | Шведська назва       | Латинська назва | Автор таксона    | Статус МСОП | Поширення у Швеції                  | Зображення |
| Ряд: Сарганоподібні (Beloniformes) |                      |                 |                  |             |                                     |            |
| Родина: Сарганові (Belonidae)      |                      |                 |                  |             |                                     |            |
| Сарган звичайний                   | Näbbgädda, Horngädda | Belone belone   | (Linnaeus, 1761) | LC          | Звичайний вид біля узбережжя Швеції |            |

#### Родина Макрелещукові (Scomberesocidae)
| Українська назва                        | Шведська назва | Латинська назва    | Автор таксона   | Статус МСОП | Поширення у Швеції                                             | Зображення |
| Ряд: Сарганоподібні (Beloniformes)      |                |                    |                 |             |                                                                |            |
| Родина: Макрелещукові (Scomberesocidae) |                |                    |                 |             |                                                                |            |
| Сайра атлантична                        | Makrillgädda   | Scomberesox saurus | (Walbaum, 1792) | LC          | Спорадично у протоках Скагерак і Кттегат, але не розмножується |            |

### Ряд Жабоподібні риби (Batrachoformes)
Поширені риби-жаби у водах Тихого, Атлантичного та Індійського океанів, у Середземному морі. Влітку вони живуть на теплому мілководді, а на зиму переміщаються у глибші місця, де ведуть малорухливий спосіб життя. З 80 видів у Швеції трапляється 1 вид.

#### Родина Жабоподібні риби (Batrachoididae)
| Українська назва                          | Шведська назва | Латинська назва          | Автор таксона      | Статус МСОП | Поширення у Швеції                                     | Зображення |
| Ряд: Жабоподібні риби (Batrachoformes)    |                |                          |                    |             |                                                        |            |
| Родина: Жабоподібні риби (Batrachoididae) |                |                          |                    |             |                                                        |            |
|                                           | Paddfisk       | Halobatrachus didactylus | J. D. Ogilby, 1908 | NE          | Спорадично біля узбережжя Швеції, але не розмножується |            |

### Ряд Химероподібні (Chimaeriformes)
Ряд морських хрящових риб. З 36 видів у Швеції відомий 1 вид.

#### Родина Химерові (Chimaeridae)
| Українська назва                    | Шведська назва | Латинська назва    | Автор таксона  | Статус МСОП | Поширення у Швеції                                  | Зображення |
| Ряд: Химероподібні (Chimaeriformes) |                |                    |                |             |                                                     |            |
| Родина: Химерові (Chimaeridae)      |                |                    |                |             |                                                     |            |
| Химера європейська                  | Havsmus        | Chimaera monstrosa | Linnaeus, 1758 | NT          | Спорадично у протоці Скагерак, але не розмножується |            |

### Ряд Оселедцеподібні (Clupeiformes)
Оселедцеподібні є найважливішим об'єктом промислового рибальства. Відомо понад 400 видів, з них у Швеції — відомий 6 видів.

#### Родина Оселедцеві (Clupeidae)
| Українська назва                    | Шведська назва     | Латинська назва    | Автор таксона  | Статус МСОП | Поширення у Швеції                                     | Зображення |
| Ряд: Оселедцеподібні (Clupeiformes) |                    |                    |                |             |                                                        |            |
| Родина: Оселедцеві (Clupeidae)      |                    |                    |                |             |                                                        |            |
| Алоза                               | Majfisk            | Alosa alosa        | Linnaeus, 1758 | LC          | Спорадично вздовж узбережжя.                           |            |
| Фінта                               | Staksill           | Alosa fallax       | Lacépède, 1800 | LC          | Досить поширена вздовж узбережжя.                      |            |
| Оселедець атлантичний               | Sill               | Clupea harengus    | Linnaeus, 1758 | LC          | Численна промислова риба у Балтійському морі           |            |
| Сардина європейська                 | Sardin             | Sardina pilchardus | Walbaum, 1792  | LC          | Численна і важлива промислова риба у Балтійському морі |            |
| Шпрот європейський                  | Skarpsill, Vassbuk | Sprattus sprattus  | Linnaeus, 1758 | NE          | Численна і важлива промислова риба у Балтійському морі |            |

#### Родина Анчоусові (Engraulidae)
| Українська назва                    | Шведська назва | Латинська назва        | Автор таксона  | Статус МСОП | Поширення у Швеції                                     | Зображення |
| Ряд: Оселедцеподібні (Clupeiformes) |                |                        |                |             |                                                        |            |
| Родина: Анчоусові (Engraulidae)     |                |                        |                |             |                                                        |            |
| Анчоус європейський                 | Ansjovis       | Engraulis encrasicolus | Linnaeus, 1758 | LC          | Численна і важлива промислова риба у Балтійському морі |            |

### Ряд Коропоподібні (Cypriniformes)
Численний таксон, нараховує близько 2900 видів риб. З них у Швеції 23 види. Більшість видів коропоподібних поширена у прісних водоймах, але деякі здатні мігрувати на нерест в опріснені ділянки морів.

#### Родина Коропові (Cyprinidae)
| Українська назва                   | Шведська назва | Латинська назва             | Автор таксона        | Статус МСОП | Поширення у Швеції                                                     | Зображення |
| Ряд: Коропоподібні (Cypriniformes) |                |                             |                      |             |                                                                        |            |
| Родина: Коропові (Cyprinidae)      |                |                             |                      |             |                                                                        |            |
| Синець звичайний                   | Faren          | Abramis ballerus            | Linnaeus, 1758       | LC          | У Швеції обмежене мозаїчне поширення у водоймах на півдні країни       |            |
| Плоскирка                          | Björkna        | Abramis bjoerkna            | Linnaeus, 1758       | LC          | Досить поширена у прісних водоймах                                     |            |
| Лящ                                | Braxen         | Abramis brama               | Linnaeus, 1758       | LC          | Досить поширений у прісних водоймах                                    |            |
| Рибець звичайний                   | Vimma          | Vimba vimba                 | Linnaeus, 1758       | LC          | Досить поширений у прісних водоймах на півдні Швеції                   |            |
| Верховодка звичайна                | Löja, Benlöja  | Alburnus alburnus           | Linnaeus, 1758       | LC          | Досить поширений у прісних водоймах                                    |            |
| Білизна звичайна                   | Asp            | Aspius aspius               | Linnaeus, 1758       | LC          | Досить поширений у прісних водоймах                                    |            |
| Карась звичайний                   | Ruda           | Carassius carassius         | Linnaeus, 1758       | LC          | Досить поширений у прісних водоймах                                    |            |
| Амур білий                         | Gräskarp       | Ctenopharyngodon idella     | (Valenciennes, 1844) | NE          | Завезена у Швецію у 1962 році з Китаю. Розводиться у багатьох ставках. |            |
| Короп звичайний                    | Karp           | Cyprinus carpio             | Linnaeus, 1758       | VU          | Інтрудукований. Розводиться у багатьох ставках.                        |            |
| Пічкур звичайний                   | Sandkrypare    | Gobio gobio                 | Linnaeus, 1758       | LC          | Поширений на півдні країни у ландскапах Скане, Блекінге та Смоланд     |            |
| Товстолобик білий                  | Silverkarp     | Hypophthalmichthys molitrix | (Valenciennes, 1844) | NT          | Інтрудукований. Розводиться у багатьох ставках.                        |            |
| Товстолобик строкатий              | Marmorkarp     | Hypophthalmichthys nobilis  | (Valenciennes, 1844) | NE          | Інтрудукований. Розводиться у багатьох ставках.                        |            |
| Вівсянка                           | Groplöja       | Leucaspius delineatus       | Heckel, 1843         | LC          | Досить поширена у річках                                               |            |
| В'язь                              | Id             | Leuciscus idus              | Linnaeus, 1758       | LC          | Досить поширена                                                        |            |
| Ялець звичайний                    | Stäm           | Leuciscus leuciscus         | Linnaeus, 1758       | LC          | Досить поширена                                                        |            |
| Чехоня                             | Skärkniv       | Pelecus cultratus           | Linnaeus, 1758       | LC          | Досить поширена на півдні країни                                       |            |
| Мересниця річкова                  | Elrita         | Phoxinus phoxinus           | Linnaeus, 1758       | LC          | Досить поширена                                                        |            |
| Плітка звичайна                    | Mört           | Rutilus rutilus             | Linnaeus, 1758       | LC          | Досить поширена                                                        |            |
| Краснопірка звичайна               | Sarv           | Scardinius erythrophthalmus | Linnaeus, 1758       | LC          | Досить поширена                                                        |            |
| Головень європейський              | Färna          | Squalius cephalus           | Linnaeus, 1758       | LC          | Досить поширена                                                        |            |
| Лин                                | Sutare         | Tinca tinca                 | Linnaeus, 1758       | LC          | Досить поширена                                                        |            |

#### Родина В'юнові (Cobitidae)
| Українська назва                   | Шведська назва | Латинська назва | Автор таксона  | Статус МСОП | Поширення у Швеції        | Зображення |
| Ряд: Коропоподібні (Cypriniformes) |                |                 |                |             |                           |            |
| Родина: В'юнові (Cobitidae)        |                |                 |                |             |                           |            |
| Щипавка звичайна                   | Nissöga        | Cobitis taenia  | Linnaeus, 1758 | LC          | На півдні та сході країни |            |

#### Родина Баліторові (Balitoridae)
| Українська назва                   | Шведська назва | Латинська назва     | Автор таксона  | Статус МСОП | Поширення у Швеції                 | Зображення |
| Ряд: Коропоподібні (Cypriniformes) |                |                     |                |             |                                    |            |
| Родина: Баліторові (Balitoridae)   |                |                     |                |             |                                    |            |
| Слиж європейський                  | Grönling       | Barbatula barbatula | Linnaeus, 1758 | LC          | Мозаїчно на півдні та сході країни |            |

### Ряд Щукоподібні (Esociformes)
Прісноводні хижі риби. З 14 видів щукоподібних у Швеції трапляється один вид.

#### Родина Щукові (Esocidae)
| Українська назва               | Шведська назва | Латинська назва | Автор таксона  | Статус МСОП | Поширення у Швеції | Зображення |
| Ряд: Щукоподібні (Esociformes) |                |                 |                |             |                    |            |
| Родина: Щукові (Esocidae)      |                |                 |                |             |                    |            |
| Щука звичайна                  | Gädda          | Esox lucius     | Linnaeus, 1758 | LC          | По всій країні     |            |

### Ряд Тріскоподібні (Gadiformes)
Тріскоподібні — важливі промислові морські риби. З 650 видів тріскоподібних у Швеції трапляється 23 види.

#### Родина Тріскові (Gadidae)
| Українська назва                | Шведська назва       | Латинська назва          | Автор таксона    | Статус МСОП | Поширення у Швеції                                                                                    | Зображення |
| Ряд: Тріскоподібні (Gadiformes) |                      |                          |                  |             | |            |
| Родина: Тріскові (Gadidae)      |                      |                          |                  |             | |            |
|                                 | Silvertorsk          | Gadiculus argenteus      | Guichenot, 1850  | LC          | Запливає з Атлантики у Скагеррак біля узбережжя Богуслену                                             |            |
| Тріска атлантична               | Torsk                | Gadus morhua             | L, 1758          | LC          | Важлива промислова риба у Балтійському морі                                                           |            |
| Пікша                           | Kolja                | Melanogrammus aeglefinus | L, 1758          | VU          | Важлива промислова риба у Балтійському морі                                                           |            |
| Мерланг                         | Vitling              | Merlangius merlangus     | L, 1758          | LC          | Важлива промислова риба у Балтійському морі                                                           |            |
| Путасу північна                 | Kolmule / Blåvitling | Micromesistius poutassou | (A. Risso, 1827) | LC          | Важлива промислова риба у Балтійському морі                                                           |            |
| Сайда срібляста                 | Lyrtorsk / Bleka     | Pollachius pollachius    | L, 1758          | NE          | Важлива промислова риба у Балтійському морі                                                           |            |
| Сайда звичайна                  | Gråsej               | Pollachius virens        | L, 1758          | NE          | Важлива промислова риба у протоках Скагеррак і Каттегат, у Балтійському морі практично не трапляється |            |
|                                 | Vitlinglyra          | Trisopterus esmarkii     | Nilsson, 1855    | NE          | Запливає з Атлантики у Скагеррак, Ересунн, а іноді і південне Балтійське море.                        |            |
|                                 | Skäggtorsk           | Trisopterus luscus       | L, 1758          | NE          | Запливає з Атлантики у Скагеррак                                                                      |            |
|                                 | Glyskolja            | Trisopterus minutus      | L, 1758          | LC          | Запливає з Атлантики у Скагеррак                                                                      |            |

#### Родина Миневі (Lotidae)
| Українська назва                | Шведська назва      | Латинська назва         | Автор таксона    | Статус МСОП | Поширення у Швеції                                                   | Зображення |
| Ряд: Тріскоподібні (Gadiformes) |                     |                         |                  |             |                                                                      |            |
| Родина: Миневі (Lotidae)        |                     |                         |                  |             |                                                                      |            |
|                                 | Lubb                | Brosme brosme           | (Ascanius, 1772) | LC          | Запливає з Атлантики у Скагеррак                                     |            |
|                                 | Femtömmad skärlånga | Ciliata mustela         | (Ascanius, 1772) | LC          | Запливає з Атлантики у Скагеррак і Каттегат до Ересунна              |            |
|                                 | Nordlig skärlånga   | Ciliata septentrionalis |                  | NE          | Запливає з Атлантики у Скагеррак                                     |            |
|                                 | Fyrtömmad skärlånga | Enchelyopus cimbrius    | (Linnaeus, 1766) | LC          | Запливає з Атлантики у Скагеррак до Естерсунна                       |            |
| Морський минь звичайний         | Tretömmad skärlånga | Gaidropsarus vulgaris   | (Fleming, 1828)  | LC          | Запливає з Атлантики у Скагеррак до Ересунна                         |            |
| Минь річковий                   | Lake                | Lota lota               | (Linnaeus, 1758) | LC          | Спорадично по всій Швеції у річках. Охороняється законом.            |            |
| Мольва блакитна                 | Birkelånga          | Molva dypterygia        | Pennant, 1784    | NE          | Зрідка запливає з Атлантики у Скагеррак                              |            |
| Мольва                          | Långa               | Molva molva             | (Linnaeus, 1758) | LC          | Зустрічається у Швеції уздовж всього західного узбережжя до Ересунна |            |

#### Родина Макрусові (Macrouridae)
| Українська назва                | Шведська назва     | Латинська назва          | Автор таксона  | Статус МСОП | Поширення у Швеції                                      | Зображення |
| Ряд: Тріскоподібні (Gadiformes) |                    |                          |                |             |                                                         |            |
| Родина: Макрусові (Macrouridae) |                    |                          |                |             |                                                         |            |
|                                 | Skoläst            | Coryphaenoides rupestris | Gunnerus, 1765 | CR          | Запливає з Атлантики у Скагеррак                        |            |
|                                 | Småfjällig skoläst | Malacocephalus laevis    | Lowe, 1843     | NE          | Запливає з Атлантики у Скагеррак і Каттегат до Ересунна |            |

| Українська назва                | Шведська назва | Латинська назва       | Автор таксона    | Статус МСОП | Поширення у Швеції                                            | Зображення |
| Ряд: Тріскоподібні (Gadiformes) |                |                       |                  |             |                                                               |            |
| Родина: Макрусові (Macrouridae) |                |                       |                  |             |                                                               |            |
| Хек європейський                | Kümmel         | Merluccius merluccius | (Linnaeus, 1758) | NE          | Поширений у Скагерраку і Каттегаті, зрідка запливає у Балтику |            |

#### Родина Phycidae
| Українська назва                | Шведська назва | Латинська назва   | Автор таксона  | Статус МСОП | Поширення у Швеції                 | Зображення |
| Ряд: Тріскоподібні (Gadiformes) |                |                   |                |             |                                    |            |
| Родина: Phycidae                |                |                   |                |             |                                    |            |
|                                 | Fjällbrosme    | Phycis blennoides | Brünnich, 1768 | NE          | Поширений у Скагерраку і Каттегаті |            |

#### Родина Ranicipitidae
| Українська назва                | Шведська назва | Латинська назва  | Автор таксона    | Статус МСОП | Поширення у Швеції                                                                   | Зображення |
| Ряд: Тріскоподібні (Gadiformes) |                |                  |                  |             |                                                                                      |            |
| Родина: Ranicipitidae           |                |                  |                  |             |                                                                                      |            |
|                                 | Paddtorsk      | Raniceps raninus | (Linnaeus, 1758) | LC          | Поширений у Скагерраку, Каттегаті і Балтійському морі до данського острова Борнгольм |            |

### Ряд Іглицеподібні (Syngnathiformes)
Ряд риб, що включає морських іглиць і морських коників. З 260 видів іглицеподібних у Швеції трапляється 7 видів.

#### Родина Морські бекаси (Centriscidae)
| Українська назва                      | Шведська назва | Латинська назва         | Автор таксона    | Статус МСОП | Поширення у Швеції     | Зображення |
| Ряд: Іглицеподібні (Syngnathiformes)  |                |                         |                  |             |                        |            |
| Родина: Морські бекаси (Centriscidae) |                |                         |                  |             |                        |            |
| Морський бекас звичайний              | Snäppfisk      | Macroramphosus scolopax | (Linnaeus, 1758) | LC          | Поширений у Скагерраку |            |

#### Родина Іглицеві (Syngnathidae)
| Українська назва                     | Шведська назва    | Латинська назва         | Автор таксона    | Статус МСОП | Поширення у Швеції                                 | Зображення |
| Ряд: Іглицеподібні (Syngnathiformes) |                   |                         |                  |             |                                                    |            |
| Родина: Іглицеві (Syngnathidae)      |                   |                         |                  |             |                                                    |            |
|                                      | Större havsnål    | Entelurus aequoreus     | (Linnaeus, 1758) | NE          | Поширений у Скагерраку до Ересунна                 |            |
| Іглиця червоподібна                  | Krumnosig havsnål | Nerophis lumbriciformis | Jenyns, 1835     | NE          | Поширений у Скагерраку                             |            |
| Морське шило                         | Mindre havsnål    | Nerophis ophidion       | (Linnaeus, 1758) | NE          | Вздовж морського узбережжя на північ до Медельпада |            |
| Іглиця звичайна                      | Större kantnål    | Syngnathus acus         | (Linnaeus, 1758) | NE          | Поширений у Скагерраку та Каттегаті                |            |
| Іглиця мала                          | Mindre kantnål    | Syngnathus rostellatus  | Nilsson, 1855    | NE          | Поширений у Скагерраку та Каттегаті                |            |
| Трубкорот                            |                   | Syngnathus typhle       | (Linnaeus, 1758) | LC          | Поширений у Скагерраку                             |            |

### Ряд Колючкоподібні (Gasterosteiformes)
З 20 видів колючкоподібних у Швеції трапляється 3 види.

#### Родина Колючкові (Gasterosteidae)
| Українська назва                        | Шведська назва | Латинська назва        | Автор таксона    | Статус МСОП | Поширення у Швеції                      | Зображення |
| Ряд: Колючкоподібні (Gasterosteiformes) |                |                        |                  |             |                                         |            |
| Родина: Колючкові (Gasterosteidae)      |                |                        |                  |             |                                         |            |
| Колючка триголкова                      | Stor spigg     | Gasterosteus aculeatus | (Linnaeus, 1758) | LC          | Спорадично у річках та вздовж узбережжя |            |
| Колючка дев'ятиголкова                  | Små spigg      | Pungitius pungitius    | (Linnaeus, 1758) | LC          | Спорадично у річках та вздовж узбережжя |            |
|                                         | Tångspigg      | Spinachia spinachia    | (Linnaeus, 1758) | NE          | Спорадично вздовж західного узбережжя   |            |

### Ряд Ламноподібні (Lamniformes)
Великі океанічні акули з торпедоподібною формою тіла, у яких один анальний і два спинних плавця без шипів. Представники ряду мешкають в теплих і помірних водах всіх океанів. З 22 видів ламноподібних у Швеції трапляється 3 види.

#### Родина Лисячі акули (Alopiidae)
| Українська назва                 | Шведська назва   | Латинська назва    | Автор таксона      | Статус МСОП | Поширення у Швеції | Зображення |
| Ряд: Ламноподібні (Lamniformes)  |                  |                    |                    |             | |            |
| Родина: Лисячі акули (Alopiidae) |                  |                    |                    |             | |            |
| Акула-лисиця звичайна            | Rävhaj           | Alopias vulpinus   | (Bonnaterre, 1788) | VU          | Зрідка у Скагерраку і Каттегаті |            |
| Акула велетенська                | Brugd            | Cetorhinus maximus | (Gunnerus, 1765)   | VU          | Біля західного узбережжя. Як правило, не входить до Балтійського моря, але була впіймана 11 січня 1960 року поблизу острова Уто у Стокгольмському архіпелазі |            |
| Оселедцева акула атлантична      | Håbrand, Sillhaj | Lamna nasus        | (Bonnaterre, 1788) | VU          | У Балтійському морі |            |

### Ряд Міксиноподібні (Myxiniformes)
Безщелепні риби. Розповсюджені у морських водах помірного та субтропічного поясу. З 64 видів міксин у Швеції трапляється 1 вид.

#### Родина Міксинові (Myxinidae)
| Українська назва                   | Шведська назва | Латинська назва  | Автор таксона  | Статус МСОП | Поширення у Швеції                            | Зображення |
| Ряд: Міксиноподібні (Myxiniformes) |                |                  |                |             |                                               |            |
| Родина: Міксинові (Myxinidae)      |                |                  |                |             |                                               |            |
| Міксина атлантична                 | Pirål          | Myxine glutinosa | Linnaeus, 1758 | VU          | Поширена у Скагерраку і Каттегаті до Ересунна |            |

### Ряд Лампридоподібні (Lampriformes)
Морськиі глибоководі риби. Більшість з них мають овальну чи стрічкоподібну форму тіла. Населяють тропічні, субтропічні і помірні води усіх океанів, часто на глибинах до 100—1000 м. З 22 видів у Швеції спостерігається 3 види.

#### Родина Опахові (Lampridae)
| Українська назва                    | Шведська назва | Латинська назва  | Автор таксона  | Статус МСОП | Поширення у Швеції     | Зображення |
| Ряд: Лампридоподібні (Lampriformes) |                |                  |                |             |                        |            |
| Родина: Опахові (Lampridae)         |                |                  |                |             |                        |            |
| Опах звичайний                      | Glansfisk      | Lampris guttatus | Brünnich, 1788 | LC          | Поширений у Скагерраку |            |

#### Родина Ременетілі (Regalecidae)
| Українська назва                    | Шведська назва | Латинська назва  | Автор таксона  | Статус МСОП | Поширення у Швеції                                             | Зображення |
| Ряд: Лампридоподібні (Lampriformes) |                |                  |                |             |                                                                |            |
| Родина: Ременетілі (Regalecidae)    |                |                  |                |             |                                                                |            |
| Оселедцевий король чубатий          | Sillkung       | Regalecus glesne | Ascanius, 1772 | LC          | Рідкісний. Біля західного узбережжя Швеції спостерігався тричі |            |

#### Родина Вогмерові (Trachipteridae)
| Українська назва                    | Шведська назва | Латинська назва       | Автор таксона  | Статус МСОП | Поширення у Швеції                                                | Зображення |
| Ряд: Лампридоподібні (Lampriformes) |                |                       |                |             |                                                                   |            |
| Родина: Вогмерові (Trachipteridae)  |                |                       |                |             |                                                                   |            |
|                                     | Vågmär         | Trachipterus arcticus | Brünnich, 1771 | NE          | Рідкісний. Біля західного узбережжя Швеції спостерігався 12 разів |            |

### Ряд Міктофоподібні (Myctophiformes)
Невеликі морські риби, мешкають в пелагічних і бентопелагічних зонах на глибині від 300 до 1200 метрів. Вночі вони йдуть на прийом їжі від 10 до 100 метрів глибиною. Вони з боків стиснуті і, як правило, мають фотофор (світлові органи). Очі великі, в деяких надзвичайно величезні. Рот також досить великий і розташований на кінчику морди. Вони мають жировий плавець. Черевний плавець має 8 променів у більшості видів, а число зябрових променів, як правило, вище, ніж 6 і нижче 10. З 254 видів у Швеції спостерігається 1 вид.

#### Родина Міктофові (Myctophidae)
| Українська назва                     | Шведська назва | Латинська назва      | Автор таксона | Статус МСОП | Поширення у Швеції     | Зображення |
| Ряд: Міктофоподібні (Myctophiformes) |                |                      |               |             |                        |            |
| Родина: Міктофові (Myctophidae)      |                |                      |               |             |                        |            |
|                                      |                | Notoscopelus kroyeri | (Malm, 1861)  | NE          | Поширений у Скагерраку |            |

### Ряд Вудильникоподібні (Lophiiformes)

#### Родина Вудильникові (Lophiidae)
| Українська назва                      | Шведська назва | Латинська назва     | Автор таксона  | Статус МСОП | Поширення у Швеції | Зображення |
| Ряд: Вудильникоподібні (Lophiiformes) |                |                     |                |             | |            |
| Родина: Вудильникові (Lophiidae)      |                |                     |                |             | |            |
| Морський чорт                         | Marulk         | Lophius piscatorius | Linnaeus, 1758 | LC          | Поширений вздовж узбережжя Швеції у Скагерраку і Каттегаті, в рідкісних випадках, навіть в Ересунні і південному заході Балтійського моря. |            |

### Ряд Кефалеподібні (Mugiliformes)
Більшість видів — морські риби. Зграйні риби, тримаються у прибережній смузі та рідко виходять у відкритий океан. Кефалі мають велике промислове значення. З 80 видів у Швеції поширені 3 види

#### Родина Кефалеві (Mugilidae)
| Українська назва                  | Шведська назва    | Латинська назва | Автор таксона | Статус МСОП | Поширення у Швеції                                                   | Зображення |
| Ряд: Кефалеподібні (Mugiliformes) |                   |                 |               |             |                                                                      |            |
| Родина: Кефалеві (Mugilidae)      |                   |                 |               |             |                                                                      |            |
| Стрибка                           | Tjockläppad multe | Chelon labrosus | (Risso, 1827) | LC          | Поширений вздовж західного узбережжя Швеції у Скагерраку і Каттегаті |            |
| Сингіль                           | Guldmulte         | Liza aurata     | (Risso, 1810) | LC          | Спорадично вздовж узбережжя Швеції у Скагерраку і Каттегаті          |            |
| Кефаль-головач                    | Tunnläppad multe  | Liza ramada     | (Risso, 1827) | LC          | Поширений вздовж узбережжя Швеції у Скагерраку і Каттегаті           |            |

### Ряд Корюшкоподібні (Osmeriformes)
Практично всі корюшкоподібні нерестяться в прісній воді. Разом з цим, багато видів проводять більшу частину життя в морях і океанах помірної кліматичної зони. З 240 видів у Швеції трапляються 4 види.

#### Родина Корюшкові (Osmeridae)
| Українська назва                   | Шведська назва | Латинська назва   | Автор таксона | Статус МСОП | Поширення у Швеції                                                               | Зображення |
| Ряд: Корюшкоподібні (Osmeriformes) |                |                   |               |             |                                                                                  |            |
| Родина: Корюшкові (Osmeridae)      |                |                   |               |             |                                                                                  |            |
| Мойва                              | Lodda          | Mallotus villosus | Müller, 1776  | LC          | Спорадично вздовж західного узбережжя Швеції у Скагерраку і Каттегаті            |            |
| Європейська корюшка                | Slom / Nors    | Osmerus eperlanus | (Risso, 1810) | LC          | Досить поширений у Балтійському морі, рідше трапляється у Скагерраку і Каттегаті |            |

#### Родина Аргентинові (Argentinidae)
| Українська назва                   | Шведська назва | Латинська назва     | Автор таксона    | Статус МСОП | Поширення у Швеції                                                                                         | Зображення |
| Ряд: Аргентинові (Osmeriformes)    |                |                     |                  |             | |            |
| Родина: Аргентинові (Argentinidae) |                |                     |                  |             | |            |
|                                    | Guldlax        | Argentina silus     | (Ascanius, 1775) | NE          | Спорадично вздовж західного узбережжя Швеції у Скагерраку і Каттегаті                                      |            |
| Європейська корюшка                | Silverfisk     | Argentina sphyraena | L., 1758         | NE          | Досить поширений у Балтійському морі та кількох великих озерах, рідше трапляється у Скагерраку і Каттегаті |            |

### Ряд Присоскопероподібні (Gobiesociformes)
Морські донні прибережні риби довжиною від 16 мм до 30 см. Погані плавці. Більшу частину часу проводять прикріпившись до дна, каміння, стулкам черепашок молюсків і підводної рослинності. На ці ж предмети відкладають і свою ікру, охороняючи її протягом розвитку. Багато видів населяють літораль, деякі спускаються до глибини в кілька сотень метрів. Зі 100 видів присоскоперих у Швеції спостерігався лише один вид.

#### Родина Присоскоперові (Gobiesocidae)
| Українська назва                           | Шведська назва          | Латинська назва          | Автор таксона      | Статус МСОП | Поширення у Швеції                            | Зображення |
| Ряд: Присоскопероподібні (Gobiesociformes) |                         |                          |                    |             |                                               |            |
| Родина: Присоскоперові (Gobiesocidae)      |                         |                          |                    |             |                                               |            |
| Риба-качечка двоплямиста                   | Tvåfläckig dubbelsugare | Diplecogaster bimaculata | (Bonnaterre, 1788) | NE          | Спійманий єдиний раз у 1881с році у Богуслені |            |

### Ряд Окунеподібні (Perciformes)
Ряд променеперих риб, що включає близько 40 % видів кісткових риб. Налічується понад 6000 видів (у Швеції 71 вид). Характерні особливості: частина променів плавців має вид нерозчленованих гострих шпильок, черевні плавці зазвичай розташовані під грудними, а іноді і попереду них; плавальний міхур не сполучається з кишечником.

#### Родина Піщанкові (Ammodytidae)
| Українська назва                | Шведська назва | Латинська назва        | Автор таксона      | Статус МСОП | Поширення у Швеції                                                    | Зображення |
| Ряд: Окунеподібні (Perciformes) |                |                        |                    |             |                                                                       |            |
| Родина: Піщанкові (Ammodytidae) |                |                        |                    |             |                                                                       |            |
|                                 | Havstobis      | Ammodytes marinus      | Raitt, 1934        | NE          | Досить поширений у Балтійському морі                                  |            |
|                                 | Kusttobis      | Ammodytes tobianus     | Linnaeus, 1758     | DD          | Поширений вздовж узбережжя Швеції у Балтійському морі                 |            |
|                                 | Tobiskung      | Hyperoplus lanceolatus | (Le Sauvage, 1824) | NE          | Спорадично вздовж західного узбережжя Швеції у Скагерраку і Каттегаті |            |

#### Родина Зубаткові (Anarhichadidae)
| Українська назва                   | Шведська назва   | Латинська назва         | Автор таксона  | Статус МСОП | Поширення у Швеції | Зображення |
| Ряд: Окунеподібні (Perciformes)    |                  |                         |                |             | |            |
| Родина: Зубаткові (Anarhichadidae) |                  |                         |                |             | |            |
|                                    | Blå havskatt     | Anarhichas denticulatus | Krøyer, 1845   | NE          | Спорадично вздовж західного узбережжя Швеції у Скагерраку                                                                                    |            |
|                                    | Havskatt         | Anarhichas lupus        | Linnaeus, 1758 | NE          | Поширений вздовж західного узбережжя Швеції у Скагерраку і Каттегаті до Естерсунна і рідкісний в південно-західній частині Балтійського моря |            |
|                                    | Fläckig havskatt | Anarhichas minor        | Ólafsson, 1772 | LC          | Спорадично вздовж західного узбережжя Швеції у Скагерраку і Каттегаті                                                                        |            |

#### Родина Брамові (Bramidae)
| Українська назва                | Шведська назва | Латинська назва   | Автор таксона      | Статус МСОП | Поширення у Швеції                                                    | Зображення |
| Ряд: Окунеподібні (Perciformes) |                |                   |                    |             |                                                                       |            |
| Родина: Брамові (Bramidae)      |                |                   |                    |             |                                                                       |            |
|                                 | Havsbraxen     | Brama brama       | (Bonnaterre, 1788) | NE          | Спорадично вздовж західного узбережжя Швеції у Скагерраку і Каттегаті |            |
|                                 | Fengömmare     | Pterycombus brama | Fries, 1837        | NE          | Спорадично вздовж західного узбережжя Швеції у Скагерраку і Каттегаті |            |

#### Родина Піскаркові (Callionymidae)
| Українська назва                   | Шведська назва  | Латинська назва       | Автор таксона    | Статус МСОП | Поширення у Швеції                                                    | Зображення |
| Ряд: Окунеподібні (Perciformes)    |                 |                       |                  |             |                                                                       |            |
| Родина: Піскаркові (Callionymidae) |                 |                       |                  |             |                                                                       |            |
| Піскарка велика                    | Randig sjökock  | Callionymus lyra      | Linnaeus, 1758   | NE          | Поширена вздовж західного узбережжя Швеції у Скагерраку і Каттегаті   |            |
|                                    | Fläckig sjökock | Callionymus maculatus | Rafinesque, 1810 | LC          | Спорадично вздовж західного узбережжя Швеції у Скагерраку і Каттегаті |            |

#### Родина Капрові (Caproidae)
| Українська назва                | Шведська назва | Латинська назва | Автор таксона  | Статус МСОП | Поширення у Швеції                                                    | Зображення |
| Ряд: Окунеподібні (Perciformes) |                |                 |                |             |                                                                       |            |
| Родина: Капрові (Caproidae)     |                |                 |                |             |                                                                       |            |
|                                 | Trynfisk       | Capros aper     | Linnaeus, 1758 | LC          | Спорадично вздовж західного узбережжя Швеції у Скагерраку і Каттегаті |            |

#### Родина Ставридові (Carangidae)
| Українська назва                | Шведська назва    | Латинська назва     | Автор таксона    | Статус МСОП | Поширення у Швеції                                                    | Зображення |
| Ряд: Окунеподібні (Perciformes) |                   |                     |                  |             |                                                                       |            |
| Родина: Ставридові (Carangidae) |                   |                     |                  |             |                                                                       |            |
| Риба-лоцман                     | Lotsfisk          | Naucrates ductor    | (Linnaeus, 1758) | NE          | Спорадично вздовж західного узбережжя Богуслену                       |            |
|                                 | Blå gaffelmakrill | Trachinotus ovatus  | (Linnaeus, 1758) | NE          | Спорадично вздовж західного узбережжя Швеції у Скагерраку і Каттегаті |            |
| Ставрида атлантична             | Taggmakrill       | Trachurus trachurus | (Linnaeus, 1758) | LC          | Поширена у Балтійському морі                                          |            |

#### Родина Центрархові (Centrarchidae)
| Українська назва                    | Шведська назва | Латинська назва       | Автор таксона    | Статус МСОП | Поширення у Швеції                          | Зображення |
| Ряд: Окунеподібні (Perciformes)     |                |                       |                  |             |                                             |            |
| Родина: Центрархові (Centrarchidae) |                |                       |                  |             |                                             |            |
| Окунь малоротий                     | Svartabborre   | Micropterus dolomieu  | Lacépède, 1802   | LC          | Інтрудукований у кількох озерах у 1962 році |            |
| Окунь великоротий                   | Öringabborre   | Micropterus salmoides | (Lacépède, 1802) | LC          | Інтрудукований у кількох озерах             |            |

#### Родина Центролофові (Centrolophidae)
| Українська назва                      | Шведська назва    | Латинська назва           | Автор таксона  | Статус МСОП | Поширення у Швеції                           | Зображення |
| Ряд: Окунеподібні (Perciformes)       |                   |                           |                |             |                                              |            |
| Родина: Центролофові (Centrolophidae) |                   |                           |                |             |                                              |            |
|                                       | Svartfisk         | Centrolophus niger        | Lacépède, 1802 | NE          | Спорадично вздовж західного                  |            |
|                                       | Svartfening       | Hyperoglyphe perciformis  | Mitchill, 1818 | NE          | Спорадично вздовж західного узбережжя Швеції |            |
|                                       | Engelsk svartfisk | Schedophilus medusophagus | Cocco, 1839    | NE          | Спорадично вздовж західного узбережжя Швеції |            |

#### Родина Волосохвостові (Trichiuridae)
| Українська назва                      | Шведська назва   | Латинська назва    | Автор таксона | Статус МСОП | Поширення у Швеції                           | Зображення |
| Ряд: Окунеподібні (Perciformes)       |                  |                    |               |             |                                              |            |
| Родина: Волосохвостові (Trichiuridae) |                  |                    |               |             |                                              |            |
| Риба-шабля хвостата                   | Strumpebandsfisk | Lepidopus caudatus | (Goüan, 1770) | LC          | Спійманий єдиний раз у 1935 році у Богуслені |            |

#### Родина Гемпілові (Gempylidae)
| Українська назва                | Шведська назва | Латинська назва    | Автор таксона       | Статус МСОП | Поширення у Швеції                                                    | Зображення |
| Ряд: Окунеподібні (Perciformes) |                |                    |                     |             |                                                                       |            |
| Родина: Гемпілові (Gempylidae)  |                |                    |                     |             |                                                                       |            |
|                                 | Havsgädda      | Nesiarchus nasutus | J. Y. Johnson, 1862 | NE          | Спорадично вздовж західного узбережжя Швеції у Скагерраку і Каттегаті |            |

#### Родина Бичкові (Gobiidae)
| Українська назва                | Шведська назва         | Латинська назва           | Автор таксона      | Статус МСОП | Поширення у Швеції                                                                 | Зображення |
| Ряд: Окунеподібні (Perciformes) |                        |                           |                    |             |                                                                                    |            |
| Родина: Бичкові (Gobiidae)      |                        |                           |                    |             |                                                                                    |            |
| Бичок прозорий                  | Klarbult               | Aphia minuta              | (Risso, 1810)      | NE          | Поширений вздовж західного узбережжя Швеції у Скагерраку і Каттегаті до Естерсунна |            |
|                                 | Glasbult               | Crystallogobius linearis  | Düben, 1845        | LC          | Поширений вздовж західного узбережжя Швеції у Скагерраку і Каттегаті до Естерсунна |            |
| Бичок чорний                    | Svart smörbult         | Gobius niger              | Linnaeus, 1758     | LC          | Поширений вздовж узбережжя Швеції у Скагерраку і Каттегаті та Балтійському морі    |            |
|                                 | Sjustrålig smörbult    | Gobiusculus flavescens    | Fabricius, 1779    | NE          | Поширений вздовж узбережжя Швеції                                                  |            |
|                                 | Simpstubb              | Lebetus scorpioides       | Malm, 1865         | LC          | Спорадично вздовж західного узбережжя Швеції у Скагерраку і Каттегаті              |            |
| Бичок Фріза                     | Spetsstjärtad smörbult | Lesueurigobius friesii    | (Malm, 1874)       | LC          | Спорадично вздовж західного узбережжя Швеції у Скагерраку і Каттегаті              |            |
| Бичок-кругляк                   | Svartmunnad smörbult   | Neogobius melanostomus    | Pallas, 1814       | LC          | Спорадично вздовж узбережжя Швеції                                                 |            |
| Лисун звичайний                 | Lerstubb               | Pomatoschistus microps    | (Krøyer, 1838)     | LC          | Спорадично вздовж всього узбережжя Швеції                                          |            |
| Лисун малий                     | Sandstubb              | Pomatoschistus minutus    | (Pallas, 1770)     | NE          | Поширений вздовж узбережжя Швеції                                                  |            |
| Лисун норвезький                | Dystubb                | Pomatoschistus norvegicus | Collett, 1902      | NE          | Спостерігавсяї вперше у Скагерраку у 1995 році, досить поширений                   |            |
| Лисун мальований                | Bergstubb              | Pomatoschistus pictus     | Malm, 1865         | NE          | Поширений вздовж західного узбережжя Швеції у Скагерраку і Каттегаті до Ересунна   |            |
|                                 | Leopardbult            | Thorogobius ephippiatus   | (R. T. Lowe, 1839) | NE          | Спорадично вздовж західного узбережжя Швеції                                       |            |

#### Родина Губаневі (Labridae)
| Українська назва                | Шведська назва | Латинська назва       | Автор таксона  | Статус МСОП | Поширення у Швеції                                                                 | Зображення |
| Ряд: Окунеподібні (Perciformes) |                |                       |                |             |                                                                                    |            |
| Родина: Губаневі (Labridae)     |                |                       |                |             |                                                                                    |            |
|                                 | Brunsnultra    | Acantholabrus palloni | (Risso, 1810)  | LC          | Hslrscybq у Скагерраку                                                             |            |
|                                 | Grässnultra    | Centrolabrus exoletus | L., 1758       | LC          | Поблизу Естерсунна                                                                 |            |
| Губань-скельник                 | Stensnultra    | Ctenolabrus rupestris | Linnaeus, 1758 | LC          | Досить поширений вздовж узбережжя Швеції                                           |            |
| Губань райдужний                | Berggylta      | Labrus bergylta       | Ascanius, 1767 | LC          | Досить поширений вздовж західного узбережжя Швеції у Скагерраку, рідше у Каттегаті |            |
| Губань-зозуля                   | Blågylta       | Labrus mixtus         | Linnaeus, 1758 | LC          | Поширений вздовж західного узбережжя Швеції у Скагерраку і Каттегаті до Ересунна   |            |
| Зеленушка темносмуга            | Skärsnultra    | Symphodus melops      | Linnaeus, 1758 | LC          | Поширений вздовж західного узбережжя Швеції                                        |            |

#### Родина Моронові (Moronidae)
| Українська назва                | Шведська назва | Латинська назва      | Автор таксона    | Статус МСОП | Поширення у Швеції                           | Зображення |
| Ряд: Окунеподібні (Perciformes) |                |                      |                  |             |                                              |            |
| Родина: Моронові (Moronidae)    |                |                      |                  |             |                                              |            |
| Лаврак                          | Havsabborre    | Dicentrarchus labrax | (Linnaeus, 1758) | LC          | Спорадично вздовж західного узбережжя Швеції |            |

#### Родина Барабулеві (Mullidae)
| Українська назва                | Шведська назва | Латинська назва   | Автор таксона    | Статус МСОП | Поширення у Швеції                 | Зображення |
| Ряд: Окунеподібні (Perciformes) |                |                   |                  |             |                                    |            |
| Родина: Барабулеві (Mullidae)   |                |                   |                  |             |                                    |            |
| Барабуля смугаста               | Mulle          | Mullus surmuletus | (Linnaeus, 1758) | NE          | Рідкісний у Скагерраку і Каттегаті |            |

#### Родина Окуневі (Percidae)
| Українська назва                | Шведська назва | Латинська назва      | Автор таксона    | Статус МСОП | Поширення у Швеції                                    | Зображення |
| Ряд: Окунеподібні (Perciformes) |                |                      |                  |             |                                                       |            |
| Родина: Окуневі (Percidae)      |                |                      |                  |             |                                                       |            |
| Йорж звичайний                  | Gärs           | Gymnocephalus cernua | (Linnaeus, 1758) | LC          | У прісних водоймах по всій країні                     |            |
| Окунь звичайний                 | Abborre        | Perca fluviatilis    | (Linnaeus, 1758) | LC          | У водоймах по всій країні                             |            |
| Судак звичайний                 | Gös            | Sander lucioperca    | (Linnaeus, 1758) | LC          | Досить поширений у великих озерах та вздовж узбережжя |            |

#### Родина Маслюкові (Pholidae)
| Українська назва                | Шведська назва | Латинська назва  | Автор таксона    | Статус МСОП | Поширення у Швеції                                                | Зображення |
| Ряд: Окунеподібні (Perciformes) |                |                  |                  |             |                                                                   |            |
| Родина: Маслюкові (Pholidae)    |                |                  |                  |             |                                                                   |            |
| Маслюк звичайний                | Tejsterfisk    | Pholis gunnellus | (Linnaeus, 1758) | NE          | Спорадично вздовж південного узбережжя Швеції у Балтійському морі |            |

#### Родина Polyprionidae
| Українська назва                | Шведська назва | Латинська назва      | Автор таксона               | Статус МСОП | Поширення у Швеції                                                    | Зображення |
| Ряд: Окунеподібні (Perciformes) |                |                      |                             |             |                                                                       |            |
| Родина: Polyprionidae           |                |                      |                             |             |                                                                       |            |
|                                 | Vrakfisk       | Polyprion americanus | (Bloch and Schneider, 1801) | DD          | Спорадично вздовж західного узбережжя Швеції у Скагерраку і Каттегаті |            |

#### Родина Горбаневі (Sciaenidae)
| Українська назва                | Шведська назва | Латинська назва    | Автор таксона | Статус МСОП | Поширення у Швеції                                                    | Зображення |
| Ряд: Окунеподібні (Perciformes) |                |                    |               |             |                                                                       |            |
| Родина: Горбаневі (Sciaenidae)  |                |                    |               |             |                                                                       |            |
| Горбань сріблястий              | Havsgös        | Argyrosomus regius | Asso, 1801    | LC          | Спорадично вздовж західного узбережжя Швеції у Скагерраку і Каттегаті |            |

#### Родина Скумбрієві (Scombridae)
| Українська назва                | Шведська назва        | Латинська назва        | Автор таксона                  | Статус МСОП | Поширення у Швеції                                                    | Зображення |
| Ряд: Окунеподібні (Perciformes) |                       |                        |                                |             |                                                                       |            |
| Родина: Скумбрієві (Scombridae) |                       |                        |                                |             |                                                                       |            |
| Тунець малий                    | Tunnina               | Euthynnus alletteratus | (Rafinesque, 1810)             | LC          | Спорадично вздовж узбережжя Швеції                                    |            |
| Тунець смугастий                | Bonit                 | Katsuwonus pelamis     | (Linnaeus, 1758)               | NE          | Спорадично вздовж західного узбережжя Швеції                          |            |
|                                 | Ostrimmig pelamid     | Orcynopsis unicolor    | (Geoffroy Saint-Hilaire, 1817) | NE          | Спорадично вздовж західного узбережжя Швеції                          |            |
| Пеламіда атлантична             | Ryggstrimming pelamid | Sarda sarda            | Bloch, 1793                    | LC          | Рідкісна у Балтійському морі                                          |            |
| Скумбрія атлантична             | Makrill               | Scomber scombrus       | (Linnaeus, 1758)               | LC          | Спорадично вздовж західного узбережжя Швеції у Скагерраку і Каттегаті |            |
| Тунець блакитний                | Tonfisk               | Thunnus thynnus        | (Linnaeus, 1758)               | EN          | Спорадично вздовж західного узбережжя Швеції у Скагерраку і Каттегаті |            |

#### Родина Спарові (Sparidae)
| Українська назва                | Шведська назва | Латинська назва         | Автор таксона    | Статус МСОП | Поширення у Швеції                                                    | Зображення |
| Ряд: Окунеподібні (Perciformes) |                |                         |                  |             |                                                                       |            |
| Родина: Спарові (Sparidae)      |                |                         |                  |             |                                                                       |            |
| Бопс великоокий                 | Oxögonfisk     | Boops boops             | (Linnaeus, 1758) | LC          | Рідкісний у Каттегаті                                                 |            |
| Облада                          | Oblada         | Oblada melanurus        | (Linnaeus, 1758) | NE          | Спорадично вздовж західного узбережжя Швеції                          |            |
|                                 | Pagell         | Pagellus acarne         | Risso, 1827      | NE          | Єдиний раз спійманий у 1966 році біля західного узбережжя             |            |
|                                 | Fläckpagell    | Pagellus bogaraveo      | (Brünnich, 1768) | NE          | Спорадично вздовж західного узбережжя Швеції у Скагерраку і Каттегаті |            |
| Пагель червоний                 | Rödpagell      | Pagellus erythrinus     | (Linnaeus, 1758) | NE          | Інколи запливає у Скагеррак                                           |            |
| Спар                            | Guldsparid     | Sparus aurata           | (Linnaeus, 1758) | NE          | Спорадично вздовж західного узбережжя Швеції                          |            |
| Кантар                          | Havsruda       | Spondyliosoma cantharus | (Linnaeus, 1758) | NE          | Регулярно трапляється у Каттегаті                                     |            |

#### Родина Стіхеєві (Stichaeidae)
| Українська назва                | Шведська назва          | Латинська назва          | Автор таксона | Статус МСОП | Поширення у Швеції                                                                                | Зображення |
| Ряд: Окунеподібні (Perciformes) |                         |                          |               |             |                                                                                                   |            |
| Родина: Стіхеєві (Stichaeidae)  |                         |                          |               |             |                                                                                                   |            |
|                                 | Tångsnärta              | Chirolophis ascanii      | Walbaum, 1792 | NE          | Поширений вздовж західного узбережжя Швеції у Скагерраку і Каттегаті до Ересунна                  |            |
|                                 | Trubbstjärtat långebarn | Leptoclinus maculatus    | Fries, 1838   | NE          | Поблизу узбережжя Богуслена                                                                       |            |
|                                 | Spetsstjärtat långebarn | Lumpenus lampretaeformis | Walbaum, 1792 | NE          | Спорадично вздовж західного узбережжя Швеції у Скагерраку і Каттегаті, зрідка у Балтійському морі |            |

#### Родина Дракончикові (Trachinidae)
| Українська назва                   | Шведська назва | Латинська назва | Автор таксона  | Статус МСОП | Поширення у Швеції                          | Зображення |
| Ряд: Окунеподібні (Perciformes)    |                |                 |                |             |                                             |            |
| Родина: Дракончикові (Trachinidae) |                |                 |                |             |                                             |            |
| Дракончик великий                  | Fjärsing       | Trachinus draco | Linnaeus, 1758 | NE          | Поширений вздовж західного узбережжя Швеції |            |

#### Родина Мечорилі (Xiphiidae)
| Українська назва                | Шведська назва | Латинська назва | Автор таксона  | Статус МСОП | Поширення у Швеції                        | Зображення |
| Ряд: Окунеподібні (Perciformes) |                |                 |                |             |                                           |            |
| Родина: Мечорилі (Xiphiidae)    |                |                 |                |             |                                           |            |
| Риба-меч                        | Svärdfisk      | Xiphias gladius | Linnaeus, 1758 | NE          | Рідкісний біля західного узбережжя Швеції |            |

#### Родина Бельдюгові (Zoarcidae)
| Українська назва                | Шведська назва   | Латинська назва    | Автор таксона   | Статус МСОП | Поширення у Швеції                      | Зображення |
| Ряд: Окунеподібні (Perciformes) |                  |                    |                 |             |                                         |            |
| Родина: Бельдюгові (Zoarcidae)  |                  |                    |                 |             |                                         |            |
|                                 | Sydlig ålbrosme  | Lycenchelys sarsii | Collett, 1871   | NE          | Спорадично біля узбережжя Богуслену     |            |
|                                 | Ålbrosme         | Lycodes vahlii     | Reinhardt, 1831 | NE          | Спорадично у Каттегаті                  |            |
| Бельдюга європейська            | Tånglake, Ålkusa | Zoarces viviparus  | Linnaeus, 1758  | NE          | Поширена вздовж всього узбережжя Швеції |            |

### Ряд Міногоподібні (Petromyzontidae)
Ряд безщелепних риб. Живуть у річках, деякі види — прохідні. Багато видів є зовнішніми паразитами риб. Існує близько 38 видів, з них у Швеції трапляється 3 види.

#### Родина Міногові (Petromyzontidae)
| Українська назва                     | Шведська назва | Латинська назва      | Автор таксона    | Статус МСОП | Поширення у Швеції            | Зображення |
| Ряд: Міногоподібні (Petromyzontidae) |                |                      |                  |             |                               |            |
| Родина: Міногові (Petromyzontidae)   |                |                      |                  |             |                               |            |
| Мінога річкова                       | Flodnejonöga   | Lampetra fluviatilis | (Linnaeus, 1758) | LC          | Спорадично у річках та озерах |            |
| Мінога струмкова                     | Bäcknejonöga   | Lampetra planeri     | (Bloch, 1784)    | LC          | Спорадично у річках та озерах |            |
| Мінога морська                       | Havsnejonöga   | Petromyzon marinus   | (Linnaeus, 1758) | LC          | Вздовж узбережжя Йоталанду    |            |

### Ряд Камбалоподібні (Pleuronectiformes)
З 675 видів у Швеції трапляється 15 видів.

#### Родина Ботові (Bothidae)
| Українська назва                        | Шведська назва | Латинська назва     | Автор таксона | Статус МСОП | Поширення у Швеції                                                                  | Зображення |
| Ряд: Камбалоподібні (Pleuronectiformes) |                |                     |               |             |                                                                                     |            |
| Родина: Ботові (Bothidae)               |                |                     |               |             |                                                                                     |            |
| Арноглось середземноморська             | Tungevar       | Arnoglossus laterna | Walbaum, 1792 | LC          | Спорадично вздовж західного узбережжя Швеції у Скагерраку і Каттегаті до Естерсунна |            |

#### Родина Калканові (Scophthalmidae)
| Українська назва                        | Шведська назва | Латинська назва            | Автор таксона   | Статус МСОП | Поширення у Швеції                                                                | Зображення |
| Ряд: Камбалоподібні (Pleuronectiformes) |                |                            |                 |             |                                                                                   |            |
| Родина: Калканові (Scophthalmidae)      |                |                            |                 |             |                                                                                   |            |
|                                         | Glasvar        | Lepidorhombus whiffiagonis | (Walbaum, 1792) | NE          | Спорадично у Каттегаті                                                            |            |
|                                         | Småvar         | Phrynorhombus norvegicus   | (Günther, 1862) | NE          | Спорадично у Скагерраку і Каттегаті                                               |            |
| Калкан великий                          | Piggvar        | Psetta maxima              | Linnaeus, 1758  | NE          | Поширений вздовж узбережжя Швеції                                                 |            |
| Калкан гладенький                       | Slätvar        | Scophthalmus rhombus       | Linnaeus, 1758  | NE          | Спорадично у Балтійському морі                                                    |            |
|                                         | Bergvar        | Zeugopterus punctatus      | Bloch, 1787)    | NE          | Спорадично вздовж західного узбережжя Швеції у Скагерраку і Каттегаті до Ересунна |            |

#### Родина Камбалові (Pleuronectidae)
| Українська назва                        | Шведська назва             | Латинська назва              | Автор таксона        | Статус МСОП | Поширення у Швеції                                                                         | Зображення |
| Ряд: Камбалоподібні (Pleuronectiformes) |                            |                              |                      |             |                                                                                            |            |
| Родина: Калканові (Scophthalmidae)      |                            |                              |                      |             |                                                                                            |            |
|                                         | Rädtunga                   | Glyptocephalus cynoglossus   | Linnaeus, 1758       | NE          | Спорадично вздовж західного узбережжя Швеції                                               |            |
|                                         | Lerskädda                  | Hippoglossoides platessoides | (O. Fabricius, 1780) | NE          | Спорадично вздовж західного узбережжя Швеції у Скагерраку і Каттегаті та на заході Балтики |            |
|                                         | Hälleflundra, Helgeflundra | Hippoglossus hippoglossus    | Linnaeus, 1758       | EN          | Спорадично вздовж західного узбережжя Швеції у Скагерраку і Каттегаті та на заході Балтики |            |
|                                         | Bergskädda                 | Microstomus kitt             | (Walbaum, 1792)      | NE          | Спорадично вздовж західного узбережжя Швеції у Скагерраку і Каттегаті                      |            |
| Глось                                   | Skrubbskädda               | Platichthys flesus           | Linnaeus, 1758       | LC          | Досить поширена у Балтійському морі                                                        |            |
|                                         | Sandskädda                 | Limanda limanda              | Linnaeus, 1758       | LC          | Досить поширений у Балтійському морі                                                       |            |
| Камбала європейська                     | Rödspätta, Spätta          | Pleuronectes platessa        | Linnaeus, 1758       | LC          | Досить поширена у Балтійському морі, промисловий вид                                       |            |

#### Родина Язикові (Soleidae)
| Українська назва                        | Шведська назва | Латинська назва     | Автор таксона    | Статус МСОП | Поширення у Швеції                                                    | Зображення |
| Ряд: Камбалоподібні (Pleuronectiformes) |                |                     |                  |             |                                                                       |            |
| Родина: Язикові (Soleidae)              |                |                     |                  |             |                                                                       |            |
| Солія жовта                             | Småtunga       | Buglossidium luteum | (A. Risso, 1810) | LC          | Спорадично вздовж західного узбережжя Швеції у Скагерраку і Каттегаті |            |
| Солія звичайна                          | Tunga          | Solea solea         | Linnaeus, 1758   | DD          | Досить поширений у Балтійському морі                                  |            |

### Ряд Скорпеноподібні (Scorpaeniformes)
Скорпеноподібні є хижаками, живляться здебільш ракоподібними і дрібною рибою. Більшість видів мешкають в морях і на прибережних мілинах, існують види, що мешкають на глибинах, деякі — в прісних водах. Для них типова наявність шипів на голові, грудних і хвостовому плавці. З 1320 видів у Швеції трапляється 22 види.

#### Родина Агонові (Agonidae)
| Українська назва                       | Шведська назва | Латинська назва     | Автор таксона    | Статус МСОП | Поширення у Швеції                       | Зображення |
| Ряд: Скорпеноподібні (Scorpaeniformes) |                |                     |                  |             |                                          |            |
| Родина: Агонові (Agonidae)             |                |                     |                  |             |                                          |            |
|                                        | Skäggsimpa     | Agonus cataphractus | (Linnaeus, 1758) | NE          | Спорадично вздовж балтійського узбережжя |            |

#### Родина Бабцеві (Cottidae)
| Українська назва                       | Шведська назва | Латинська назва           | Автор таксона           | Статус МСОП | Поширення у Швеції                                                    | Зображення |
| Ряд: Скорпеноподібні (Scorpaeniformes) |                |                           |                         |             |                                                                       |            |
| Родина: Бабцеві (Cottidae)             |                |                           |                         |             |                                                                       |            |
|                                        | Halvulk        | Artediellus atlanticus    | Jordan & Evermann, 1898 | NE          | Спорадично вздовж західного узбережжя Швеції                          |            |
| Бабець європейський                    | Stensimpa      | Cottus gobio              | Linnaeus, 1758          | LC          | Поширений у прісних водоймах по всій країні                           |            |
|                                        | Rysk simpa     | Cottus koshewnikowi       | Gratzianov, 1907        | LC          | Спорадично у прісних водоймах по всій країні                          |            |
| Бабець строкатоплавцевий               | Bergsimpa      | Cottus poecilopus         | Heckel, 1837            | LC          | Спорадично по всій країні                                             |            |
|                                        | Klykskrabb     | Icelus bicornis           | (Reinhardt, 1840)       | NE          | Зрідка біля узбережжя Богуслена                                       |            |
|                                        | Taggsimpa      | Micrenophrys lilljeborgii | (Collett, 1875)         | LC          | Спорадично вздовж західного узбережжя Швеції у Скагерраку             |            |
| Рогатка північна                       | Rötsimpa       | Myoxocephalus scorpius    | Linnaeus, 1758          | NE          | Спорадично вздовж західного узбережжя Швеції у Скагерраку і Каттегаті |            |
|                                        | Oxsimpa        | Taurulus bubalis          | (Euphrasén, 1786)       | LC          | Спорадично у Балтійському морі                                        |            |
|                                        | Simpknot       | Triglops murrayi          | Günther, 1888           | NE          | Спорадично вздовж західного узбережжя Швеції у Скагерраку             |            |
| Рогатка чотирирога                     | Hornsimpa      | Triglopsis quadricornis   | Linnaeus, 1758          | LC          | Досить поширена у Балтійському морі                                   |            |

#### Родина Круглопері (Cyclopteridae)
| Українська назва                       | Шведська назва | Латинська назва    | Автор таксона  | Статус МСОП | Поширення у Швеції                      | Зображення |
| Ряд: Скорпеноподібні (Scorpaeniformes) |                |                    |                |             |                                         |            |
| Родина: Круглопері (Cyclopteridae)     |                |                    |                |             |                                         |            |
| Пінагор                                | Sjurygg        | Cyclopterus lumpus | Linnaeus, 1758 | NE          | У Балтійському морі та Ботнічній затоці |            |

#### Родина Ліпарисові (Liparidae)
| Українська назва                       | Шведська назва | Латинська назва  | Автор таксона   | Статус МСОП | Поширення у Швеції                                                    | Зображення |
| Ряд: Скорпеноподібні (Scorpaeniformes) |                |                  |                 |             |                                                                       |            |
| Родина: Ліпарисові (Liparidae)         |                |                  |                 |             |                                                                       |            |
| Ліпарис звичайний                      | Ringbuk        | Liparis liparis  | Linnaeus, 1766  | LC          | Поширений у Балтійському морі                                         |            |
|                                        | Tångringbuk    | Liparis montagui | (Donovan, 1804) | NE          | Спорадично вздовж західного узбережжя Швеції у Скагерраку і Каттегаті |            |

#### Родина Триглові (Triglidae)
| Українська назва                       | Шведська назва  | Латинська назва           | Автор таксона    | Статус МСОП | Поширення у Швеції                                                    | Зображення |
| Ряд: Скорпеноподібні (Scorpaeniformes) |                 |                           |                  |             |                                                                       |            |
| Родина: Триглові (Triglidae)           |                 |                           |                  |             |                                                                       |            |
| Морський півень червоний               | Rödknot         | Chelidonichthys cuculus   | Linnaeus, 1758   | NE          | Спорадично вздовж західного узбережжя Швеції у Скагерраку і Каттегаті |            |
| Морський півень сірий                  | Knorrhane       | Eutrigla gurnardus        | Linnaeus, 1758   | NE          | Спорадично вздовж західного узбережжя Швеції у Скагерраку і Каттегаті |            |
|                                        | Tvärbandad knot | Chelidonichthys lastoviza | Bonnaterre, 1788 | NE          | Спорадично вздовж західного узбережжя Швеції                          |            |
| Морський півень жовтий                 | Fenknot         | Chelidonichthys lucerna   | Linnaeus, 1758   | NE          | Спорадично вздовж західного узбережжя Швеції у Скагерраку             |            |
| Тригла                                 | Lyrknot         | Trigla lyra               | Linnaeus, 1758   | NE          | Поширена вздовж узбережжя Швеції                                      |            |

#### Родина Кам'яні окуні (Sebastidae)
| Українська назва                       | Шведська назва   | Латинська назва           | Автор таксона    | Статус МСОП | Поширення у Швеції                                                           | Зображення |
| Ряд: Скорпеноподібні (Scorpaeniformes) |                  |                           |                  |             |                                                                              |            |
| Родина: Кам'яні окуні (Sebastidae)     |                  |                           |                  |             |                                                                              |            |
|                                        | Blåkäft          | Helicolenus dactylopterus | Delaroche, 1809  | NE          | Рідкісний у Скагерраку і Каттегаті                                           |            |
|                                        | Större kungsfisk | Sebastes norvegicus       | (Ascanius, 1772) | NE          | Спорадично вздовж західного узбережжя Швеції у Скагерраку, рідше у Каттегаті |            |
|                                        | Mindre kungsfisk | Sebastes viviparus        | Krøyer, 1845     | NE          | Рідкісний у Каттегаті                                                        |            |

### Ряд Скатоподібні (Rajiformes)
З 200 видів скатів у Швеції трапляється 10 видів.

#### Родина Ромбові скати (Rajidae)
| Українська назва                | Шведська назва   | Латинська назва        | Автор таксона        | Статус МСОП | Поширення у Швеції                                                                                                | Зображення |
| Ряд: Скатоподібні (Rajiformes)  |                  |                        |                      |             | |            |
| Родина: Ромбові скати (Rajidae) |                  |                        |                      |             | |            |
| Скат колючий                    | Klorocka         | Amblyraja radiata      | (Donovan, 1808)      | NE          | Поширений вздовж західного узбережжя Швеції                                                                       |            |
| Плахур гладенький               | Slätrocka        | Dipturus batis         | (Linnaeus, 1758)     | CR          | Раніше вздовж західного узбережжя Швеції у Скагерраку і Каттегаті. Зараз вважається регіонально вимерлим у Швеції |            |
|                                 | Vitrocka         | Dipturus linteus       | Fries, 1838          | LC          | Спорадично вздовж західного узбережжя Швеції у Скагерраку                                                         |            |
|                                 | Svartbuksrocka   | Dipturus nidarosiensis | (Storm, 1881)        | NT          | Спорадично вздовж західного узбережжя Швеції                                                                      |            |
|                                 | Plogjärnsrocka   | Dipturus oxyrinchus    | (Linnaeus, 1758)     | NT          | Спорадично вздовж західного узбережжя Швеції                                                                      |            |
|                                 | Näbbrocka        | Leucoraja fullonica    | (Linnaeus, 1758)     | VU          | Спорадично вздовж західного узбережжя Швеції у Скагерраку                                                         |            |
|                                 | Parfläckig rocka | Leucoraja naevus       | Müller & Henle, 1841 | NE          | Спорадично вздовж західного узбережжя Швеції у Каттегаті                                                          |            |
| Морська лисиця                  | Knaggrocka       | Raja clavata           | (Linnaeus, 1758)     | NT          | Поширений вздовж західного узбережжя Швеції                                                                       |            |

#### Родина Хвостоколові (Dasyatidae)
| Українська назва                  | Шведська назва | Латинська назва    | Автор таксона    | Статус МСОП | Поширення у Швеції                                                    | Зображення |
| Ряд: Скатоподібні (Rajiformes)    |                |                    |                  |             |                                                                       |            |
| Родина: Хвостоколові (Dasyatidae) |                |                    |                  |             |                                                                       |            |
| Морський кіт                      | Spjutrocka     | Dasyatis pastinaca | (Linnaeus, 1758) | NE          | Спорадично вздовж західного узбережжя Швеції у Скагерраку і Каттегаті |            |

#### Родина Орлякові (Dasyatidae)
| Українська назва               | Шведська назва | Латинська назва   | Автор таксона    | Статус МСОП | Поширення у Швеції                           | Зображення |
| Ряд: Скатоподібні (Rajiformes) |                |                   |                  |             |                                              |            |
| Родина: Орлякові (Dasyatidae)  |                |                   |                  |             |                                              |            |
| Орляк звичайний                | Örnrocka       | Myliobatis aquila | (Linnaeus, 1758) | NE          | Спорадично вздовж західного узбережжя Швеції |            |

### Ряд Катраноподібні (Squaliformes)
Катраноподібні акули зустрічаються по всьому світу, від полярних до тропічних вод, і в дрібних прибережних морях у відкритому океані. З 97 видів у Швеції трапляється 3 види.

#### Родина Ліхтарні акули (Etmopteridae)
| Українська назва                      | Шведська назва | Латинська назва   | Автор таксона    | Статус МСОП | Поширення у Швеції                           | Зображення |
| Ряд: Катраноподібні (Squaliformes)    |                |                   |                  |             |                                              |            |
| Родина: Ліхтарні акули (Etmopteridae) |                |                   |                  |             |                                              |            |
| Ліхтарна акула колюча                 | Blåkäxa        | Etmopterus spinax | (Linnaeus, 1758) | NT          | Спорадично вздовж західного узбережжя Швеції |            |

#### Родина Полярні акули (Somniosidae)
| Українська назва                    | Шведська назва | Латинська назва         | Автор таксона           | Статус МСОП | Поширення у Швеції                                                    | Зображення |
| Ряд: Катраноподібні (Squaliformes)  |                |                         |                         |             |                                                                       |            |
| Родина: Полярні акули (Somniosidae) |                |                         |                         |             |                                                                       |            |
| Акула ґренландська                  | Håkärring      | Somniosus microcephalus | Bloch & Schneider, 1801 | NT          | Спорадично вздовж західного узбережжя Швеції у Скагерраку і Каттегаті |            |

#### Родина Катранові (Squalidae)
| Українська назва                   | Шведська назва | Латинська назва   | Автор таксона  | Статус МСОП | Поширення у Швеції                                  | Зображення |
| Ряд: Катраноподібні (Squaliformes) |                |                   |                |             |                                                     |            |
| Родина: Катранові (Squalidae)      |                |                   |                |             |                                                     |            |
| Катран звичайний                   | Pigghaj        | Squalus acanthias | Linnaeus, 1758 | VU          | Спорадично вздовж західного узбережжя Швеції влітку |            |

### Ряд Лососеподібні (Salmoniformes)
З 200 видів лососевих у Швеції трапляється 20 видів.

#### Родина Лососеві (Salmonidae)
| Українська назва                   | Шведська назва   | Латинська назва        | Автор таксона      | Статус МСОП | Поширення у Швеції | Зображення |
| Ряд: Лососеподібні (Salmoniformes) |                  |                        |                    |             | |            |
| Родина: Лососеві (Salmonidae)      |                  |                        |                    |             | |            |
| Ряпушка                            | Siklöja          | Coregonus albula       | Linnaeus, 1758     | LC          | В озерах по всій країні |            |
| Сиг-марена                         |                  | Coregonus maraena      | (Bloch, 1779)      | VU          | В озерах по всій країні |            |
|                                    | Storsik          | Coregonus maxillaris   | Günther, 1866      | NE          | Спорадично в озерах по всій країні                                                                                             |            |
|                                    | Blåsik           | Coregonus megalops     | Widegren, 1863     | NE          | Спорадично в озерах по всій країні                                                                                             |            |
|                                    | Planktonsik      | Coregonus nelsonii     | Bean, 1884         | NE          | |            |
|                                    | Aspsik           | Coregonus pallasii     |                    | NE          | |            |
|                                    | Vårsiklöja       | Coregonus trybomi      | Svärdson, 1979     | CR          | Рідкісний. Відомий у чотирьох озерах загальною площею 30 км²: Ерен (Ören), Hålsjön (Голсйон), Есунден (Äsunden), Феген (Fegen) |            |
|                                    | Sandsik          | Coregonus widegreni    | Malmgren, 1863     | DD          | Поширений вздовж східного узбережжя Швеції                                                                                     |            |
| Лосось дунайський                  | Donaulax         | Hucho hucho            | Linnaeus, 1758     | EN          | Інтродукований у річки Індальсельвен та Гармонгерсон                                                                           |            |
|                                    | Strupsnittsöring | Oncorhynchus clarki    | (Richardson, 1836) | NE          | Інтродукований |            |
| Горбуша                            | Puckellax        | Oncorhynchus gorbuscha | (Walbaum, 1792)    | NE          | Інтродукований |            |
| Кижуч                              | Silverlax        | Oncorhynchus kisutch   | (Walbaum, 1792)    | NE          | Інтродукований |            |
| Пструг райдужний                   | Regnbåge         | Oncorhynchus mykiss    | (Walbaum, 1792)    | NE          | Інтродукований |            |
| Нерка                              | Indianlax        | Oncorhynchus nerka     | (Walbaum, 1792)    | NE          | Інтродукований |            |
| Лосось атлантичний                 | Lax              | Salmo salar            | Linnaeus, 1758     | LC          | Досить поширений у Балтійському морі та річках по всій країні                                                                  |            |
| Пструг струмковий                  | Öring            | Salmo trutta           | Linnaeus, 1758     | LC          | Досить поширений у річках по всій країні                                                                                       |            |
| Палія арктична                     | Fjällröding      | Salvelinus alpinus     | Linnaeus, 1758     | LC          | Досить поширений у річках по всій країні                                                                                       |            |
| Палія американська                 | Bäckröding       | Salvelinus fontinalis  | (Mitchill, 1814)   | NE          | Інтродукований |            |
|                                    | Canadaröding     | Salvelinus namaycush   | (Walbaum, 1792)    | NE          | Інтродукований |            |
| Харіус європейський                | Harr             | Thymallus thymallus    | Linnaeus, 1758     | NE          | Досить поширений у річках по всій країні                                                                                       |            |

### Ряд Голкоротоподібні (Stomiiformes)
Це широко розповсюджені морські глибоководні риби середніх шарів океану з великими очима, сріблястим або чорним забарвленням тіла. У всіх видів є жировий плавець, у хижих форм рот великий, засаджений численними гострими зубами. З 420 видів у Швеції трапляється 2 види.

#### Родина Сокиркові (Sternoptychidae)
| Українська назва                     | Шведська назва | Латинська назва        | Автор таксона        | Статус МСОП | Поширення у Швеції                                                                  | Зображення |
| Ряд: Голкоротоподібні (Stomiiformes) |                |                        |                      |             |                                                                                     |            |
| Родина: Сокиркові (Sternoptychidae)  |                |                        |                      |             |                                                                                     |            |
|                                      |                | Argyropelecus olfersii | Regan, 1908          | NE          | Рідкісний вздовж західного узбережжя Швеції                                         |            |
|                                      | Laxsill        | Maurolicus muelleri    | (J. F. Gmelin, 1789) | NE          | Спорадично вздовж західного узбережжя Швеції у Скагерраку і Каттегаті до Естерсунна |            |

### Ряд Сомоподібні (Siluriformes)
Майже всі сомоподібні живуть у прісних водоймах. Відомо 3730 видів, але у Швеції трапляється лише 1 вид.

#### Родина Сомові (Siluridae)
| Українська назва                | Шведська назва | Латинська назва | Автор таксона  | Статус МСОП | Поширення у Швеції                         | Зображення |
| Ряд: Сомоподібні (Siluriformes) |                |                 |                |             |                                            |            |
| Родина: Сомові (Siluridae)      |                |                 |                |             |                                            |            |
| Сом звичайний                   | Mal            | Silurus glanis  | Linnaeus, 1758 | LC          | Досить поширений у річках на півдні країни |            |

### Ряд Акулоангелоподібні (Squatiniformes)
Акули-янголи мають широке сплощене тіло й тупе округлене рило з вусиками. Грудні плавці в них сильно збільшені. По зовнішньому вигляді ці акули дуже подібні зі скатами, але зяброві щілини в них розташовані з боків тіла, як й у всіх інших акул. Відомо 23 види, з них у Швеції трапляється лише 1 вид.

#### Родина Акулоангелові (Squatinidae)
| Українська назва                         | Шведська назва | Латинська назва   | Автор таксона  | Статус МСОП | Поширення у Швеції                                           | Зображення |
| Ряд: Акулоангелоподібні (Squatiniformes) |                |                   |                |             |                                                              |            |
| Родина: Акулоангелові (Squatinidae)      |                |                   |                |             |                                                              |            |
| Акула-ангел європейська                  | Havsängel      | Squatina squatina | Linnaeus, 1758 | CR          | Спорадично вздовж західного узбережжя та у Балтійському морі |            |

### Ряд Скелезубоподібні (Tetraodontiformes)
Відомо 430 види, з них у Швеції трапляється 3 види.

#### Родина Спинорогові (Balistidae)
| Українська назва                          | Шведська назва  | Латинська назва       | Автор таксона | Статус МСОП | Поширення у Швеції                           | Зображення |
| Ряд: Скелезубоподібні (Tetraodontiformes) |                 |                       |               |             |                                              |            |
| Родина: Спинорогові (Balistidae)          |                 |                       |               |             |                                              |            |
| Спиноріг європейський                     | Gråtryckarfisk  | Balistes capriscus    | Gmelin, 1789  | NE          | Спорадично вздовж західного узбережжя Швеції |            |
|                                           | Fläckig filfisk | Canthidermis maculata | Bloch, 1786   | NE          | Спорадично вздовж західного узбережжя Швеції |            |

#### Родина Місяць-риби (Molidae)
| Українська назва                          | Шведська назва | Латинська назва | Автор таксона    | Статус МСОП | Поширення у Швеції                           | Зображення |
| Ряд: Скелезубоподібні (Tetraodontiformes) |                |                 |                  |             |                                              |            |
| Родина: Місяць-риби (Molidae)             |                |                 |                  |             |                                              |            |
| Риба-місяць                               | Klumpfisk      | Mola mola       | (Linnaeus, 1758) | NE          | Спорадично вздовж західного узбережжя Швеції |            |

### Ряд Зевсоподібні (Zeiformes)
Відомо 32 види, з них у Швеції трапляється 1 вид.

#### Родина Зевсові (Zeidae)
| Українська назва              | Шведська назва | Латинська назва | Автор таксона  | Статус МСОП | Поширення у Швеції                                                    | Зображення |
| Ряд: Зевсоподібні (Zeiformes) |                |                 |                |             |                                                                       |            |
| Родина: Зевсові (Zeidae)      |                |                 |                |             |                                                                       |            |
| Зевс звичайний                | Sanktpersfisk  | Zeus faber      | Linnaeus, 1758 | NE          | Спорадично вздовж західного узбережжя Швеції у Скагерраку і Каттегаті |            |